# Matheus Fernandes
Pour les articles homonymes, voir Fernandes.
Matheus Fernandes Siqueira dit Matheus Fernandes, né le 30 juin 1998 à Itaboraí au Brésil, est un footballeur brésilien qui évolue au poste de milieu central au RB Bragantino.

## Biographie

### Botafogo
Matheus Fernandes est formé dans l'un des clubs de sa région natale, le Botafogo FR. Le 12 juin 2016, alors qu'il n'a pas encore 18 ans, il joue son premier match avec les professionnels, à l'occasion d'un match de championnat face à l'EC Vitória (match nul 1-1). Il inscrit son premier but le 26 juin 2016, lors de son deuxième match de championnat seulement, face au SC Internacional. Il est titulaire lors de cette partie, et les siens s'imposent par trois buts à deux. En novembre de la même année, il prolonge son contrat avec le club jusqu'en 2019.

### Palmeiras
Le 19 décembre 2018, le SE Palmeiras annonce la signature de Matheus Fernandes pour un contrat de cinq ans. Il rejoint officiellement le club au 1er janvier 2019. Matheus Fernandes joue son premier match sous ses nouvelles couleurs le 1er mai 2019 contre le Centro Sportivo Alagoano en championnat. Entré en jeu en fin de partie, son équipe fait match nul ce jour-là (1-1).

### FC Barcelone et Real Valladolid
Le 31 janvier 2020, il est recruté lors du mercato hivernal pour 7 millions d'euros par le FC Barcelone. Il est prêté dans la foulée au Real Valladolid jusqu'à la fin de la saison 2019-2020.
Il est intégré à l'équipe première du FC Barcelone avant la saison 2020-2021. Il joue son premier match le 24 novembre 2020, à l'occasion d'une rencontre de Ligue des champions face au Dynamo Kiev. Il entre en jeu à la place de Pedri lors de ce match remporté par son équipe sur le score de quatre buts à zéro.
Le 29 juin 2021, le FC Barcelone résilie le contrat qui le liait au club jusqu'en juin 2025. Il devient libre de tout contrat,.

### Retour au Brésil
En juillet 2021, Matheus Fernandes fait son retour à la SE Palmeiras. Il signe un contrat courant jusqu'en décembre 2025.
En janvier 2023, Matheus Fernandes est prêté au RB Bragantino jusqu'à la fin de l'année.

### En sélection
Avec les moins de 17 ans, il dispute trois rencontres amicales en 2014, face à l'Australie, à l'Angleterre, et aux États-Unis.
Le 14 octobre 2016, il joue son premier match avec l'équipe du Brésil des moins de 20 ans face à l'Uruguay. Il est titularisé ce jour-là, et délivre une passe décisive sur le deuxième but de son équipe, qui s'impose par deux buts à un. Trois jours plus tard, il dispute une rencontre face au Chili, où il joue seulement 12 minutes.